# Hybolasius viridescens
Hybolasius viridescens es una especie de escarabajo longicornio del género Hybolasius, tribu Acanthocinini, subfamilia Lamiinae. Fue descrita científicamente por Bates en 1874.

## Descripción
Mide 4-5 milímetros de longitud.

## Distribución
Se distribuye por Nueva Zelanda.